# Estación Ministro Ramos Mexía
Ministro Ramos Mexía es una estación de ferrocarril ubicada en la localidad del mismo nombre, Departamento Nueve de Julio, Provincia de Río Negro, Argentina.

## Ubicación
Se encuentra a 109 km al oeste de la localidad de Valcheta.

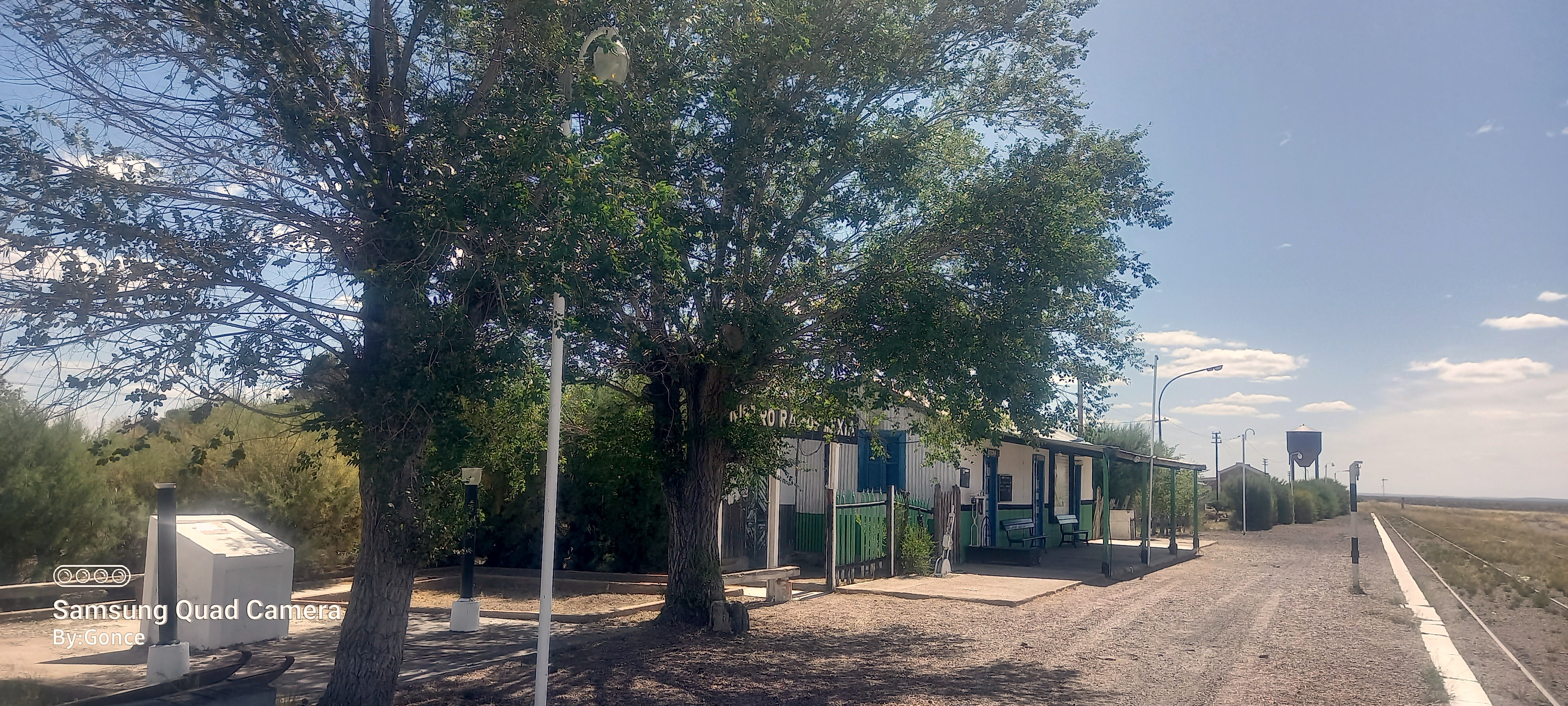
Monumento junto a la estación.

## Servicios
Por sus vías transitan formaciones de cargas y de pasajeros de la empresa Tren Patagónico S.A.. Cuenta con parada para los servicios de pasajeros tanto en sentido ascendente como descendente del Tren Patagónico.

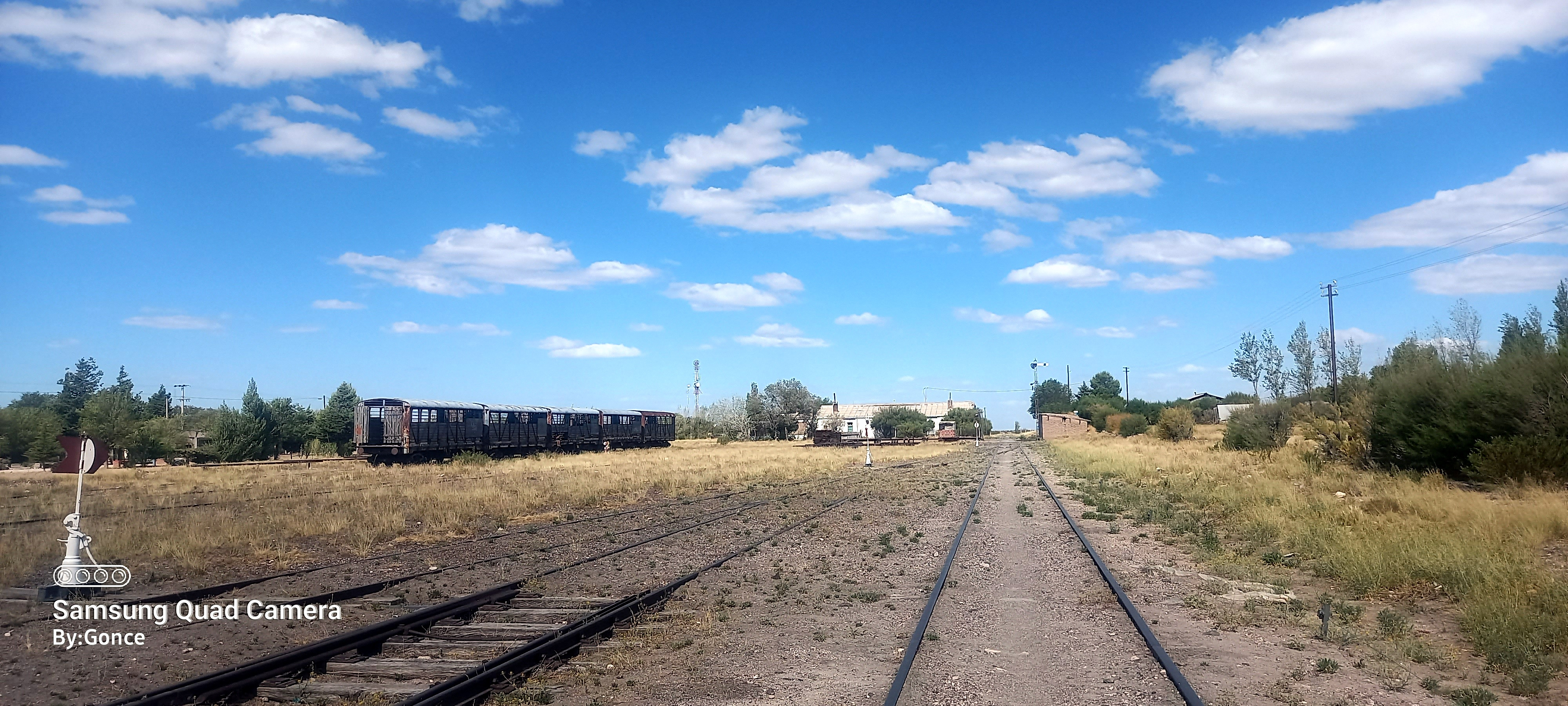
Desvíos y material rodante desafectado en uno de ellos.
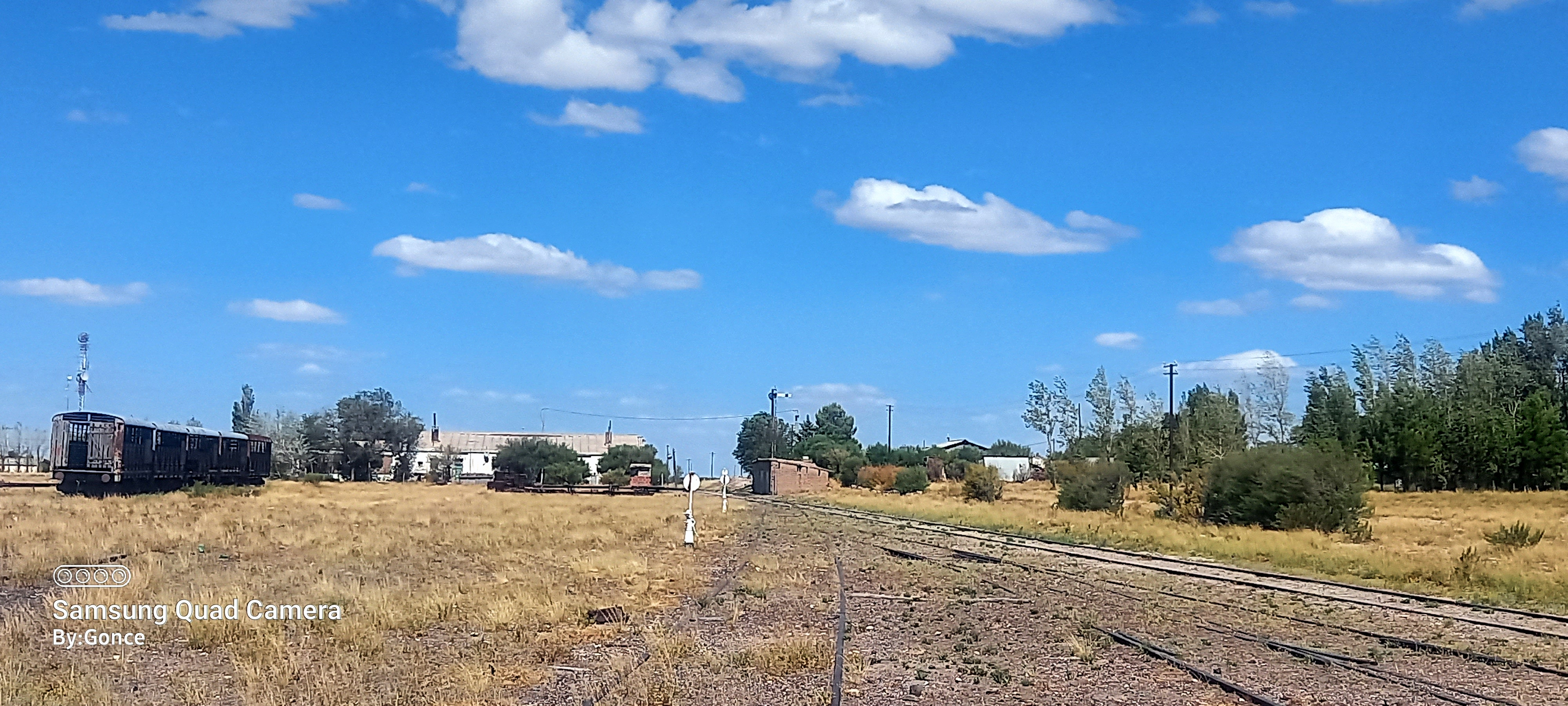
Desvíos, señal ferroviarias y numerosas instalaciones ferroviarias
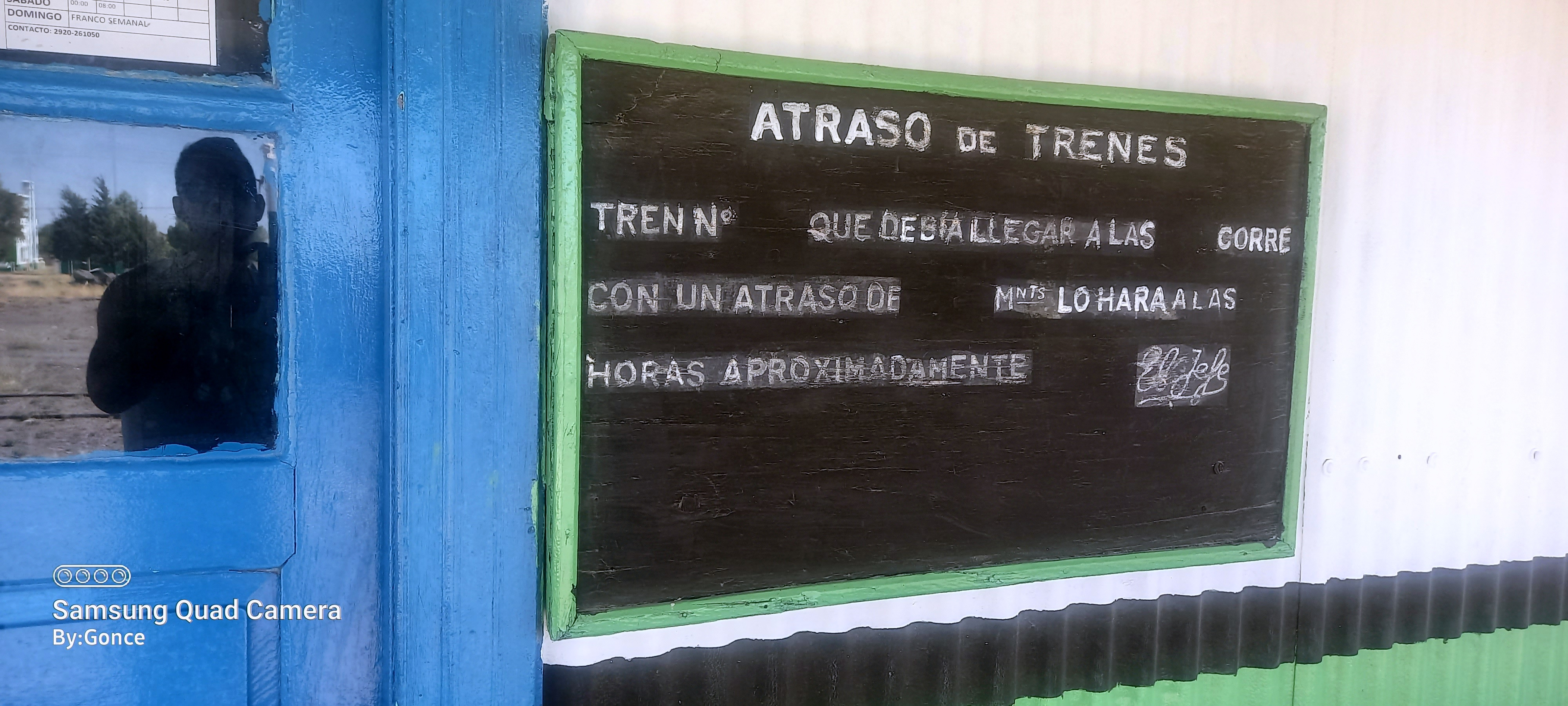
Pizarra antigua mantenida por el actual jefe de la estación.
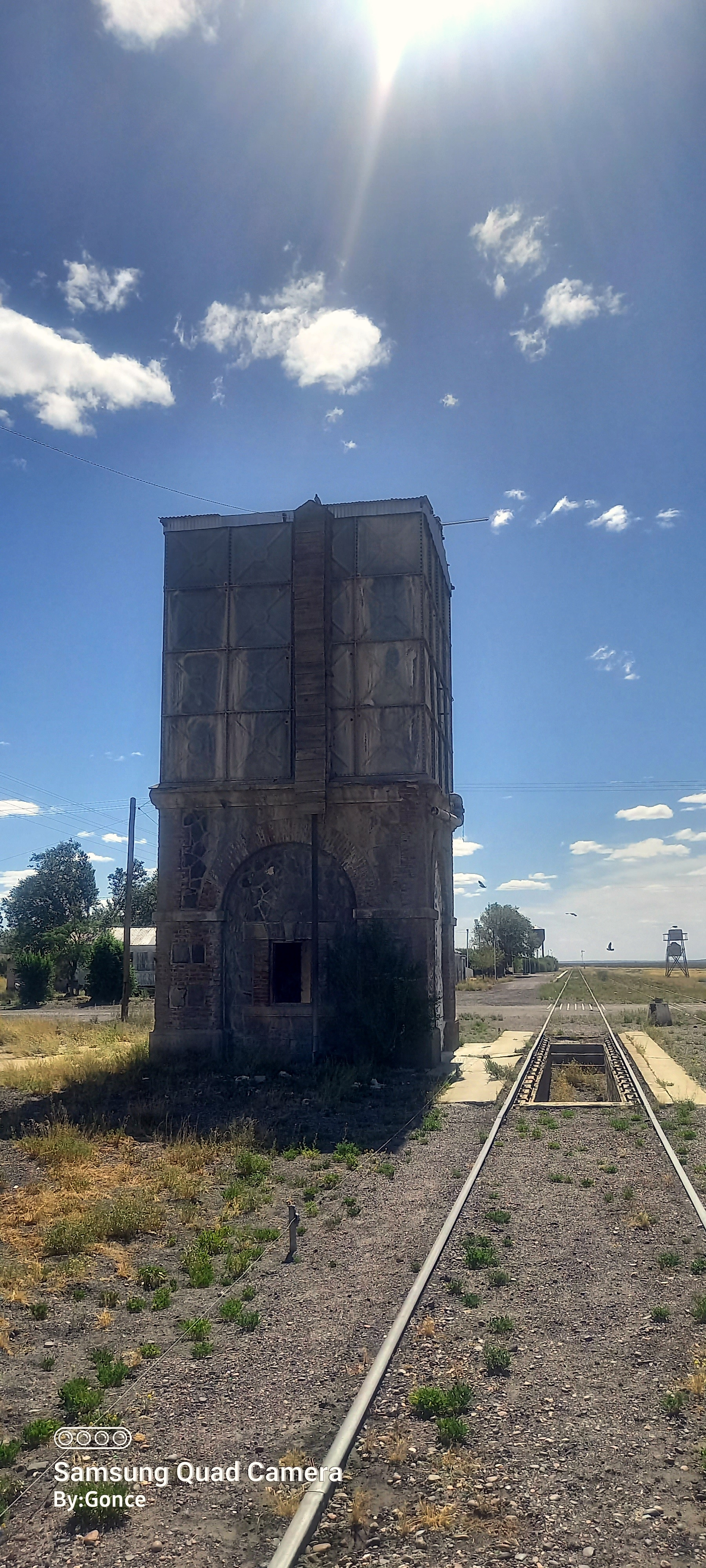
tanque de agua antiguo con buena preservación.
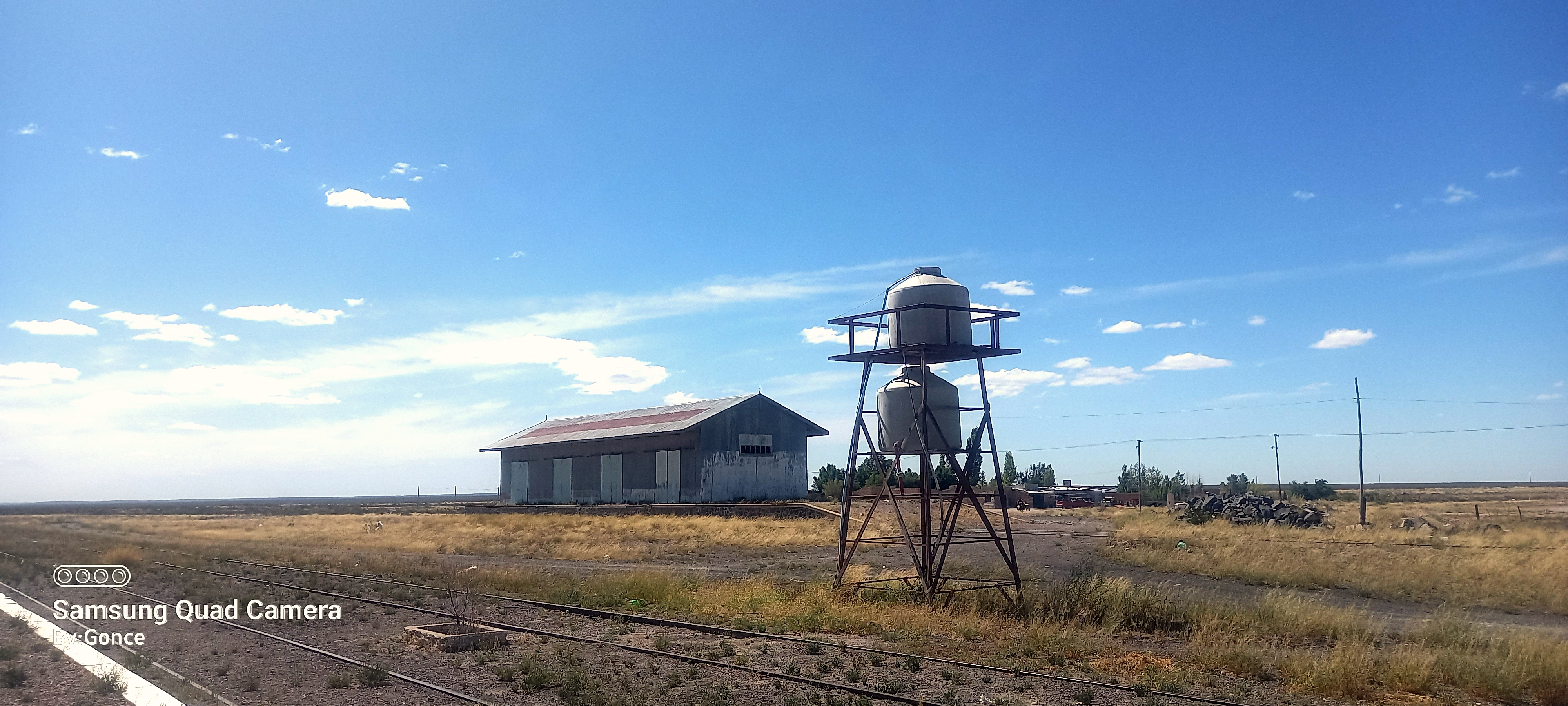
Galpón de cargas y moderno abastecimiento de agua.
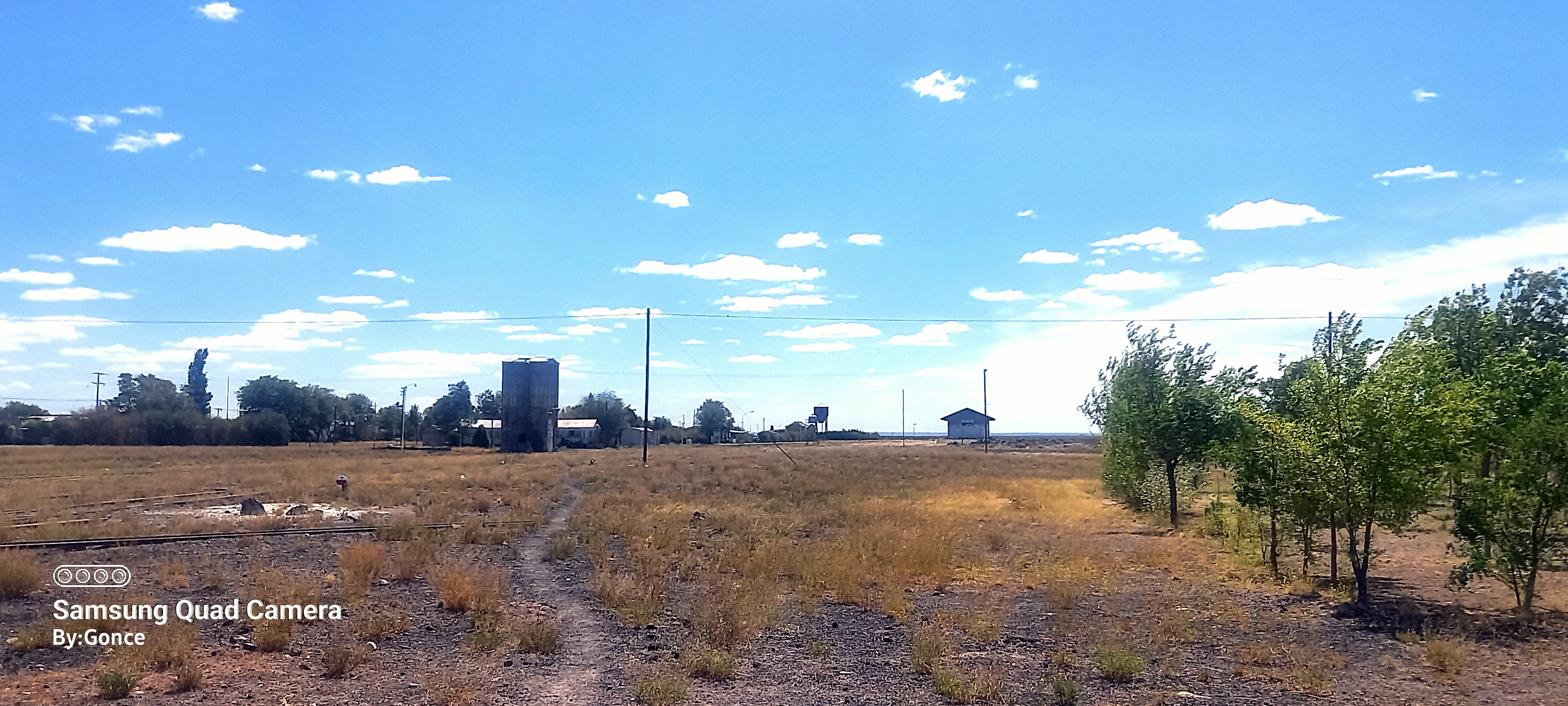
Gran parte de la infraestructura ferroviaria desde el pueblo.
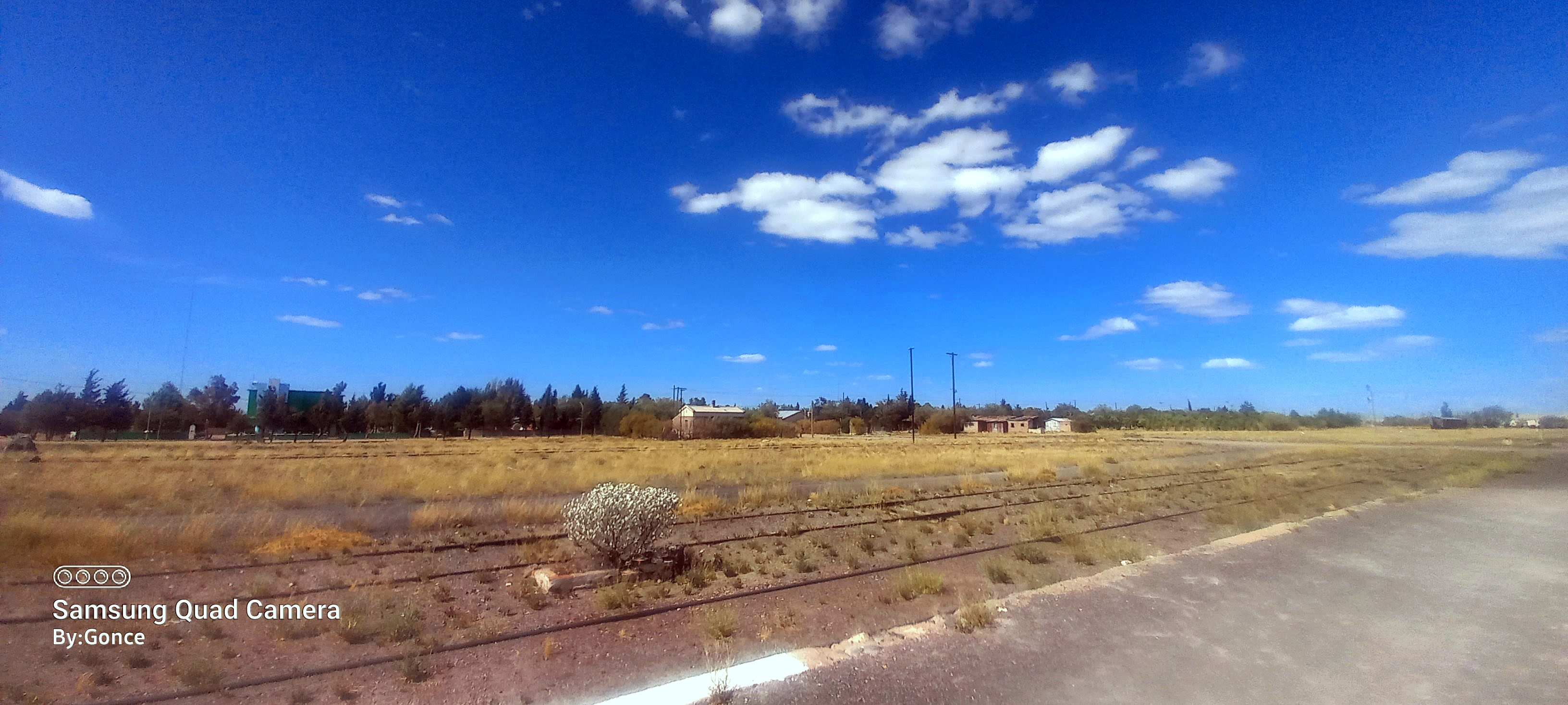
Gran extensión del poblado a lo largo de la vía del ramal con gran forestación.
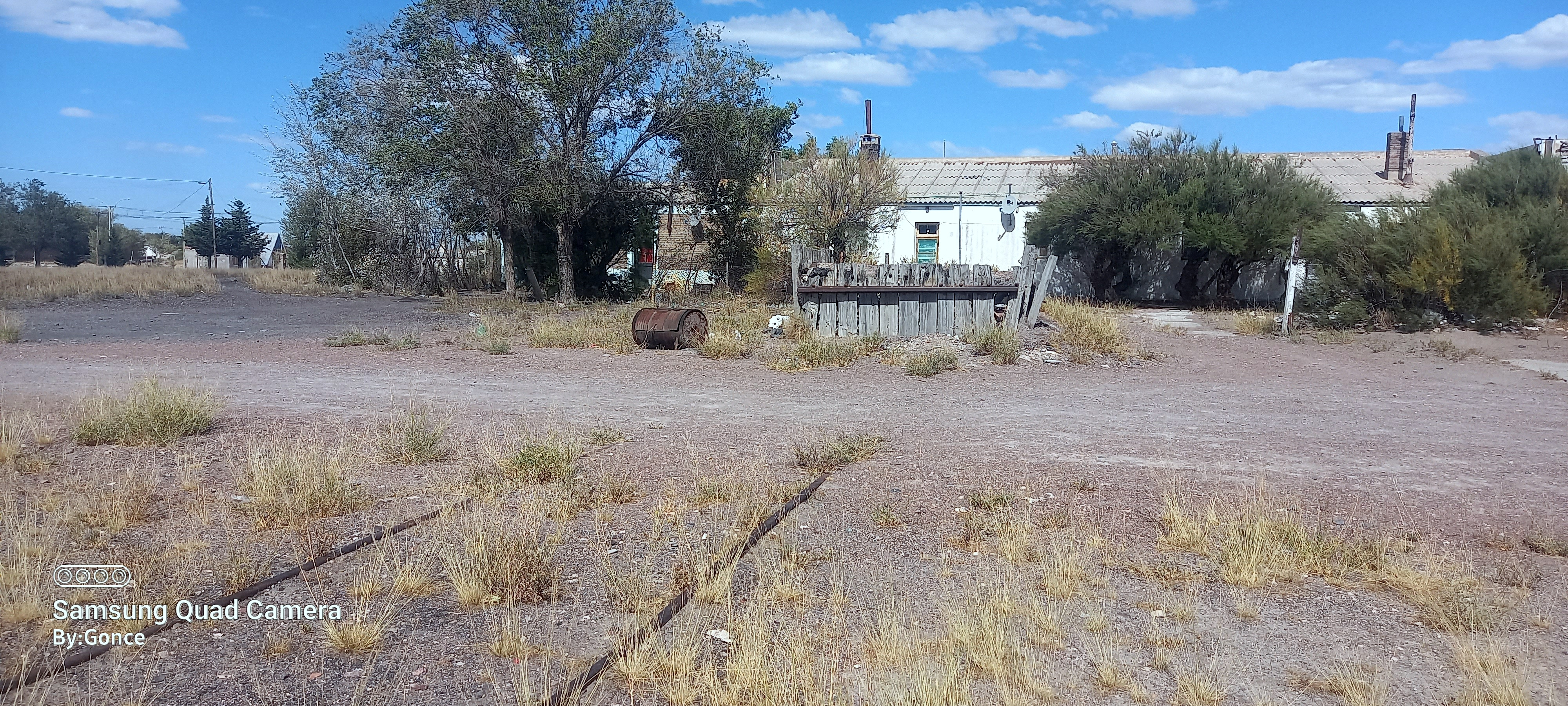
Rampa de punta cerca de la vivienda ferroviaria para diversas cargas.
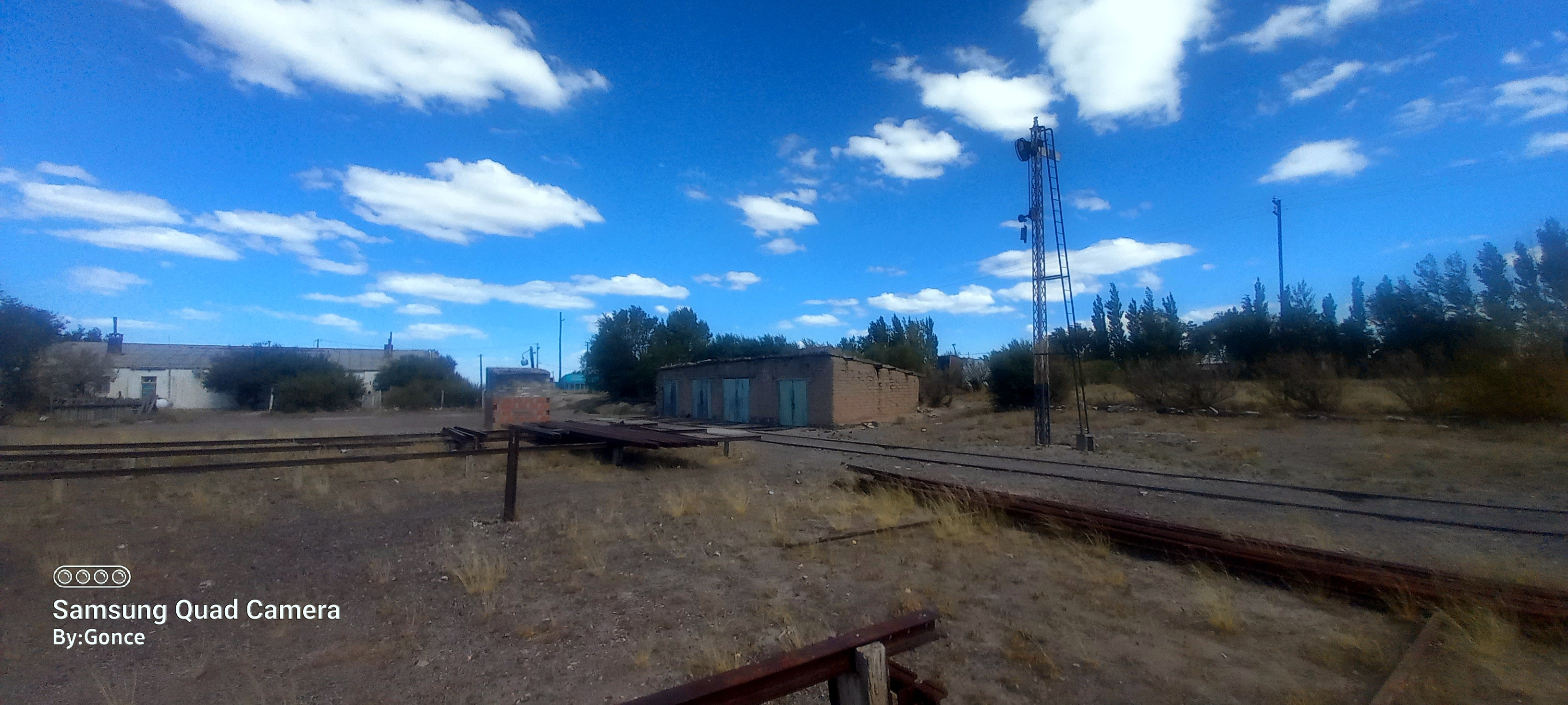
Señal ferroviaria rodeada de instalaciones ferroviarias y rieles para recambio.
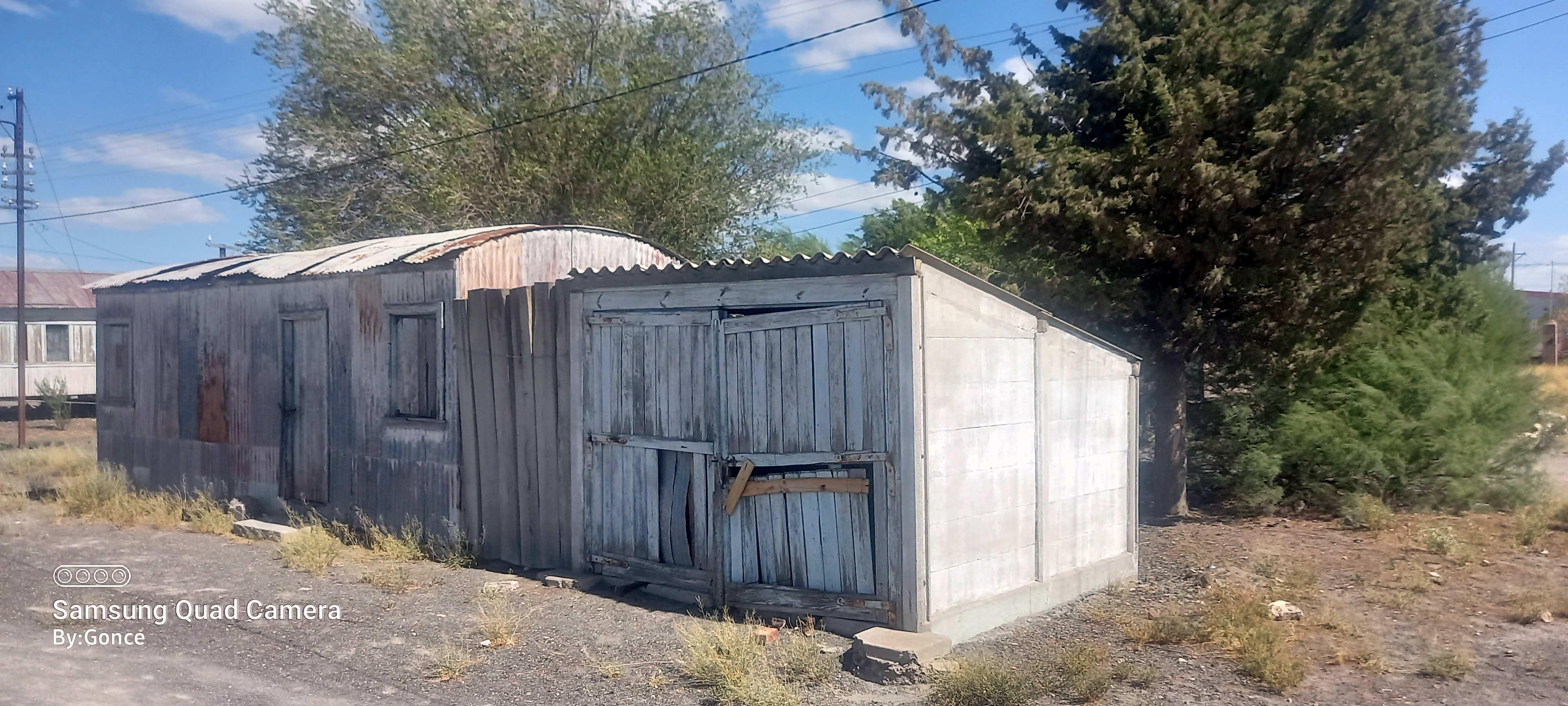
Galpones ferroviarios formados a partir de material rodante.
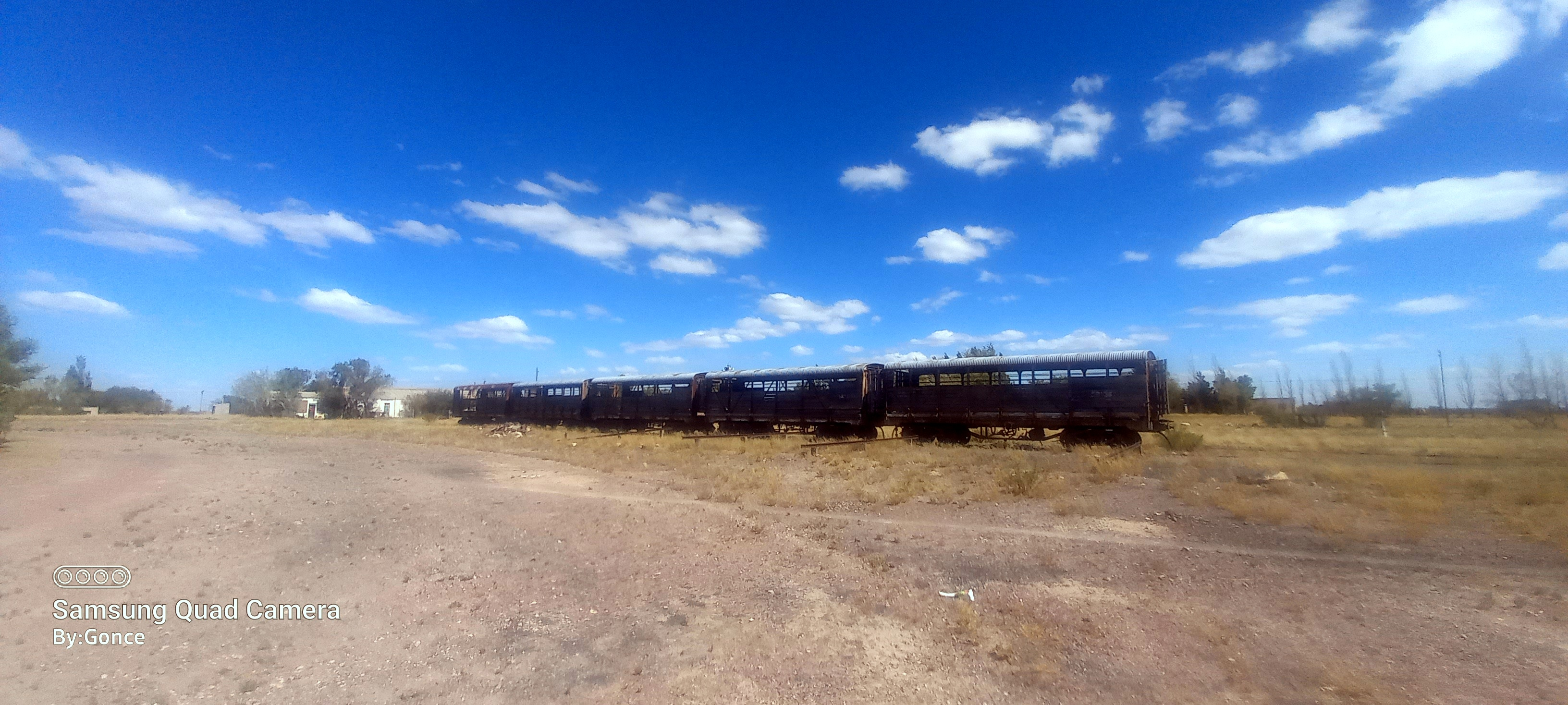
Gran cantidad de material rodante de carga desafectado y en abandono en uno de los desvíos de la estación.
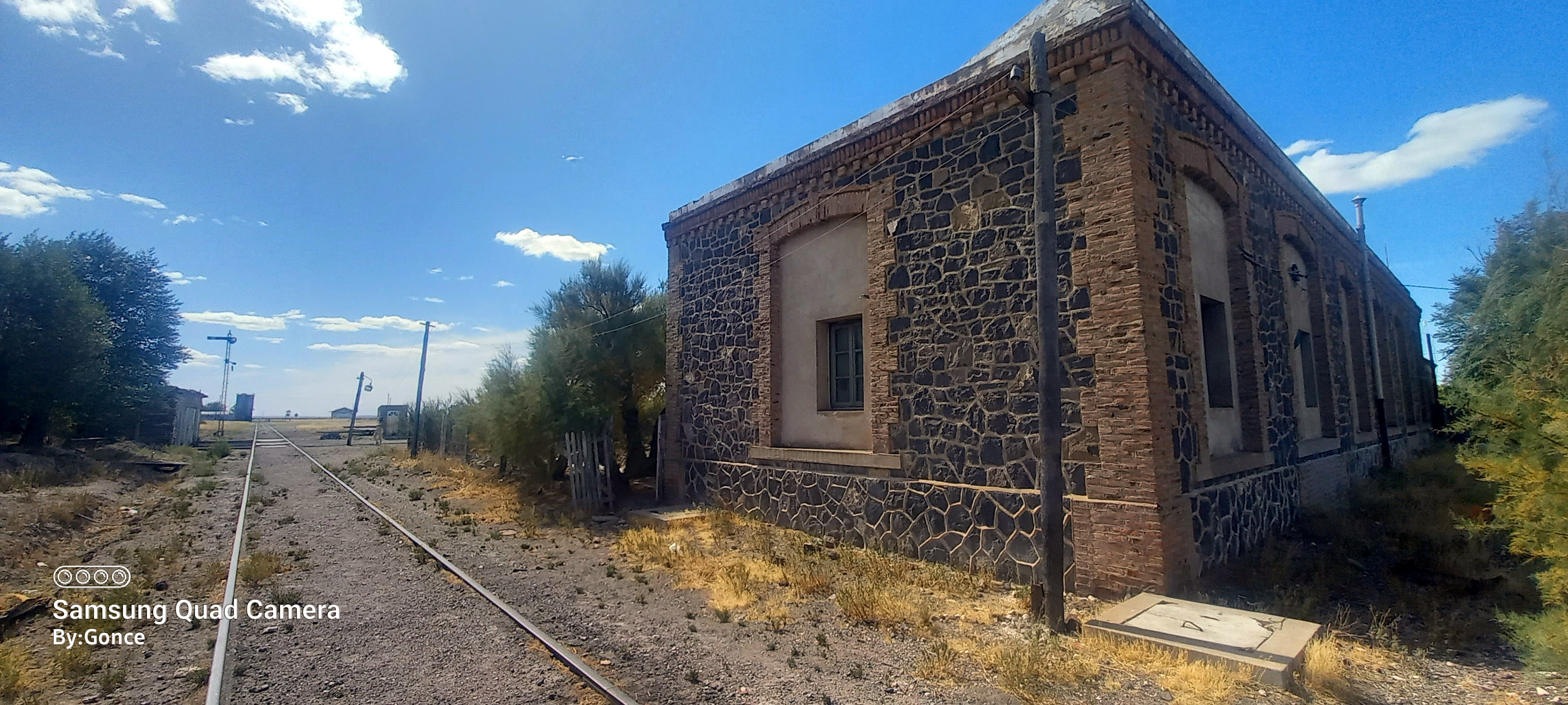
Una de las pocas construcción para los peones ferroviarios en piedra de todo el ramal.
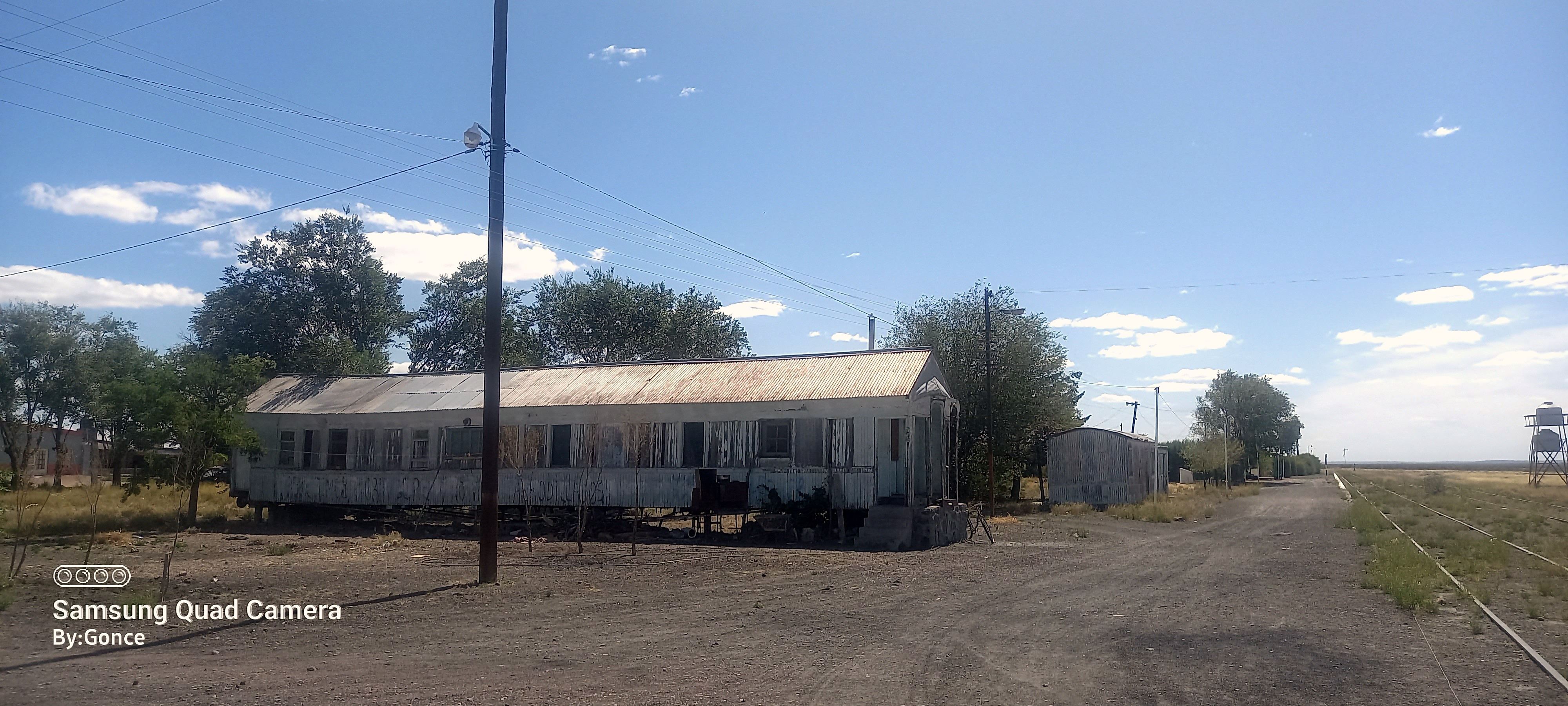
Vivienda ferroviaria formada a partir del material rodante anticuado .